# Eleonora Jenko Groyer
Eleonora Jenko Groyer (n. 15 februarie 1879, Ljubljana, Slovenia – d. 24 iunie 1959, Ljubljana, Republica Socialistă Slovenia, RSF Iugoslavia) a fost o femeie medic slovenă, cel mai notabilă pentru că a fost prima femeie medic din Țările Slovene.

## Tinerețe și educație
Eleonora Jenko s-a născut la 15 februarie 1879 la Ljubljana, pe atunci parte a Austro-Ungariei, într-o familie foarte educată. Tatăl ei a fost medicul Ludvik Jenko. Mama ei Terezija Jenko (născută Lenče), a fost, de asemenea, o femeie educată, care a studiat cu Călugărițele Ursuline în Ljubljana și în Bavaria și a petrecut un an la Moscova. Terezija și-a asistat soțul în practica sa, iar cuplul a participat activ la viața culturală slovenă ca promotori ai panslavismului. Au avut patru copii. Toți frații au urmat studii superioare, în special sora Eleonorei, Ana, care a fost prima femeie slovenă cu un doctorat în științe.
Eleonora Jenko și-a terminat studiile primare cu Călugărițele Ursuline în Ljubljana. Părinții ei plănuiau ca ea să urmeze studii superioare, dar școlile locale de fete existente nu au permis înscrierea la universități, așa că a fost trimisă la Institutul pentru Fete Maria Alexandrovna din Cetinje. Această decizie a fost motivată de poziția pro-rusă a părinților ei și de informația că un colegiu medical pentru femei se va deschide în curând la Sankt Petersburg în Imperiul Rus. După absolvire, Eleonora Jenko s-a mutat în Rusia, dar nu a putut să-și înceapă studiile medicale, deoarece nu a studiat anterior limba latină. În schimb, s-a înscris la Facultatea de Filosofie în 1897 și s-a transferat anul viitor după ce a promovat un examen de latină. Studiul ei de 10 semestre a fost întrerupt de o infecție cu tifos și mai târziu, timp de doi ani, de războiul ruso-japonez, perioadă în care a lucrat la un spital militar pentru femei și copii din Moscova.
Și-a terminat studiile la 14 februarie 1907, după ce a absolvit examenele orale și practice, pentru a deveni prima femeie slovenă cu o diplomă de medicină. În decembrie acel an, s-a căsătorit cu un medic și ofițer naval austriac, Friederik Groyer, care a lucrat în medicină într-un centru de tratament balneoclimateric din Klimkovice (Cehia). Ea a început să lucreze ca asistentă a soțului ei. În mai 1908, s-a născut fiica lor, Jolanda.

## Carieră
Documentele ulterioare arată că Jenko Groyer a lucrat ca medic fără salariu la un spital de stat din Ljubljana, cu permisiunea specială a guvernului executiv, în timp ce soțul ei s-a mutat la Matulji. A asistat la operații ginecologice și a făcut și ea unele operații acolo. În 1911, Ministerul de Interne i-a recunoscut oficial diploma și i-a dat permisiunea de a stabili o practică medicală, în ciuda opoziției oficiale din partea camerei reprezentanților parlamentari, dar fără nostrificare, ceea ce înseamnă că nu avea voie să semneze ca „dr”. Apoi și-a urmat soțul pe litoralul austriac pentru a deschide un cabinet privat în Opatija. Pacienții ei de acolo erau exclusiv femei, unii rezidenți influenți acolo au ales să-i susțină lupta pentru recunoașterea sa profesională, printre aceștia și pictorița Lea von Littrow.
Prima ei afacere privată s-a încheiat după izbucnirea primului război mondial, care a pus capăt turismului în Opatija. Jenko Groyer s-a întors la Ljubljana și i s-a încredințat vaccinarea împotriva variolei și, ulterior, serviciul medical general din districtul Grosuplje. Soțul ei a fost înrolat ca medic militar în orașul Pula. După război, ea s-a confruntat din nou cu obstacole birocratice în nou-înființatul Regat al Sârbilor, Croaților și Slovenilor, pentru a i se recunoaște diploma a trebuit să susțină examene suplimentare la Universitatea din Zagreb. În ciuda obținerii tuturor calificărilor formale necesare, ea a fost respinsă în mod repetat la angajarea la stat și a fost nevoită să lucreze într-un cabinet privat. Documentele menționează că și soțul ei a lucrat în Ljubljana la început, dar apoi dispare din înregistrări la sfârșitul anilor 1920, iar soarta lui ulterioară este necunoscută.
Jenko Groyer și-a completat veniturile scriind pentru revista pentru femei Ženski svet (Lumea femeilor), în care a publicat 18 articole despre sănătatea femeii între 1930 și 1935. În ciuda dificultăților financiare, ea a ajutat asociația medicală din Ljubljana cu un împrumut pentru colegii persecutați în perioada premergătoare celui de-al Doilea Război Mondial, apoi a ajutat Frontul de Eliberare cu asistență medicală gratuită și donații de materiale medicale. După război, ea a fost din nou respinsă, în ciuda lipsei de personal medical, se presupune că din cauza orientării ei pro-ruse. Cu toate acestea, i s-a acordat o pensie de stat în 1953. Ea a murit în 1959 la Ljubljana.